# Christiaan Marie Jan Sicking
Christiaan Marie Jan Sicking, formell C. M. J. Sicking, informell Chris Sicking (* 17. Mai 1933 in Den Haag; † 13. Januar 2000) war ein niederländischer Gräzist.
Sicking wurde 1962 an der Universität Leiden mit einer Dissertation unter dem Titel Aristophanes' Ranae: een hoofdstuk uit de geschiedenis der Griekse poetica promoviert. Nach einiger Zeit am Nederlandsch Lyceum in Den Haag wurde er 1964 als Nachfolger von Bernard Abraham van Groningen in Leiden zum Professor für griechische Sprach- und Literaturwissenschaft ernannt. Am 27. November dieses Jahres hielt er seine Inauguralrede zum Thema Aeschylus’ Prometheustrilogie. Neben zwei Arbeiten zur Theorie des Verbalaspekts und einer Studie zum Gebrauch der griechischen Partikeln stand die Systematisierung der griechischen Metrik im Zentrum seiner Arbeit.

## Schriften (Auswahl)
- Hoofdstukken uit de Griekse syntaxis. Amsterdam 1971.
- Griechische Verslehre. (= Handbuch der Altertumswissenschaft, Abt. 2, Teil 4). Beck, München 1993, ISBN 3-406-35252-9.
- mit Jan van Ophuijsen: Two studies in Attic particle usage: Lysias and Plato. Leiden 1993.
- mit Peter Stork: Two studies in the semantics of the verb in classical Greek. Leiden 1996.
- Distant companions. Selected Papers. Brill, Leiden 1998.